# Kulen Vakuf
Kulen Vakuf (en cyrillique : Кулен Вакуф) est un village de Bosnie-Herzégovine. Il est situé sur le territoire de la ville de Bihać, dans le canton d'Una-Sana et dans la fédération de Bosnie-et-Herzégovine. Selon les premiers résultats du recensement bosnien de 2013, il compte 487 habitants.

## Géographie

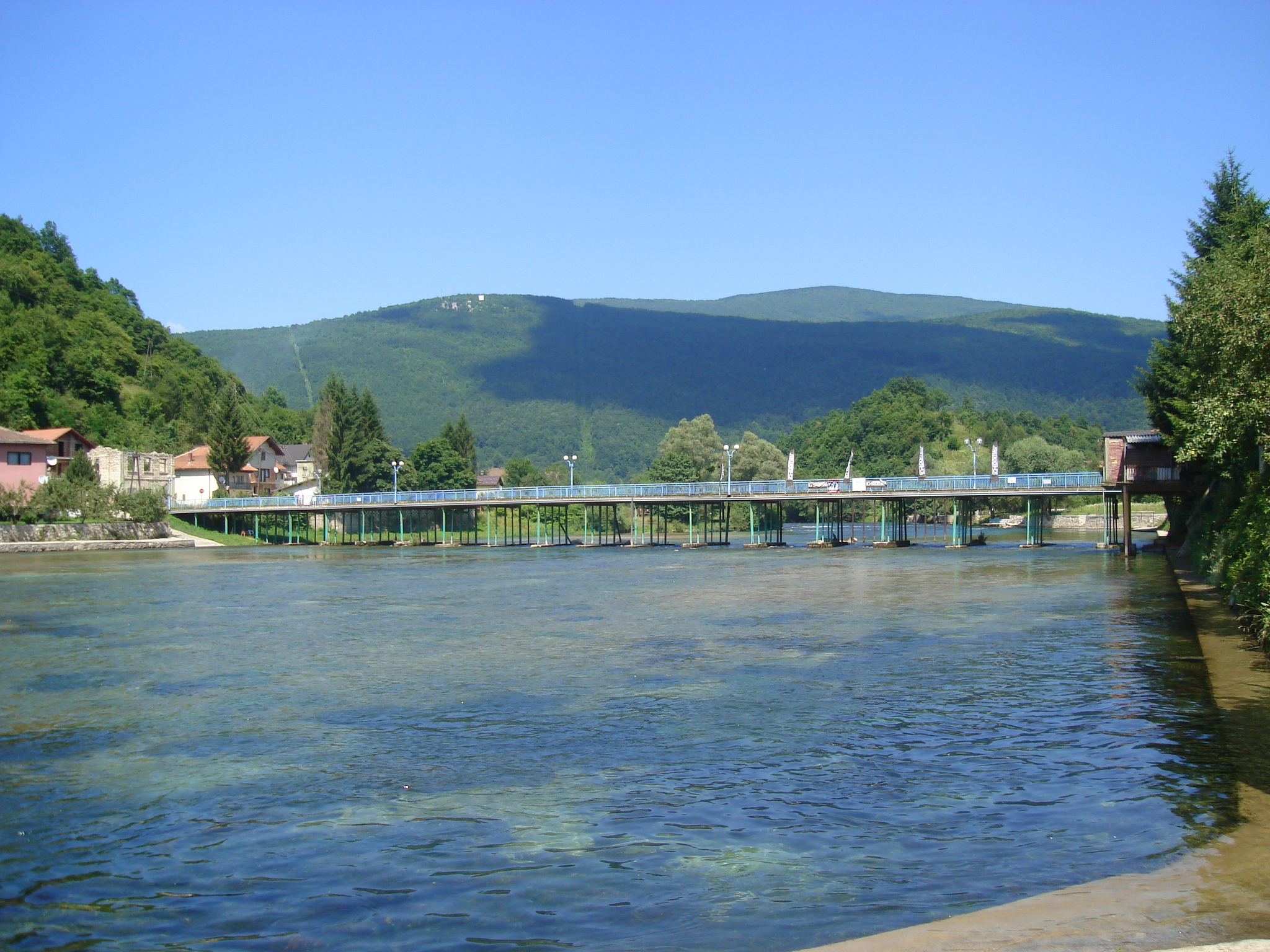
Pont sur la rivière Una à Kulen Vakuf
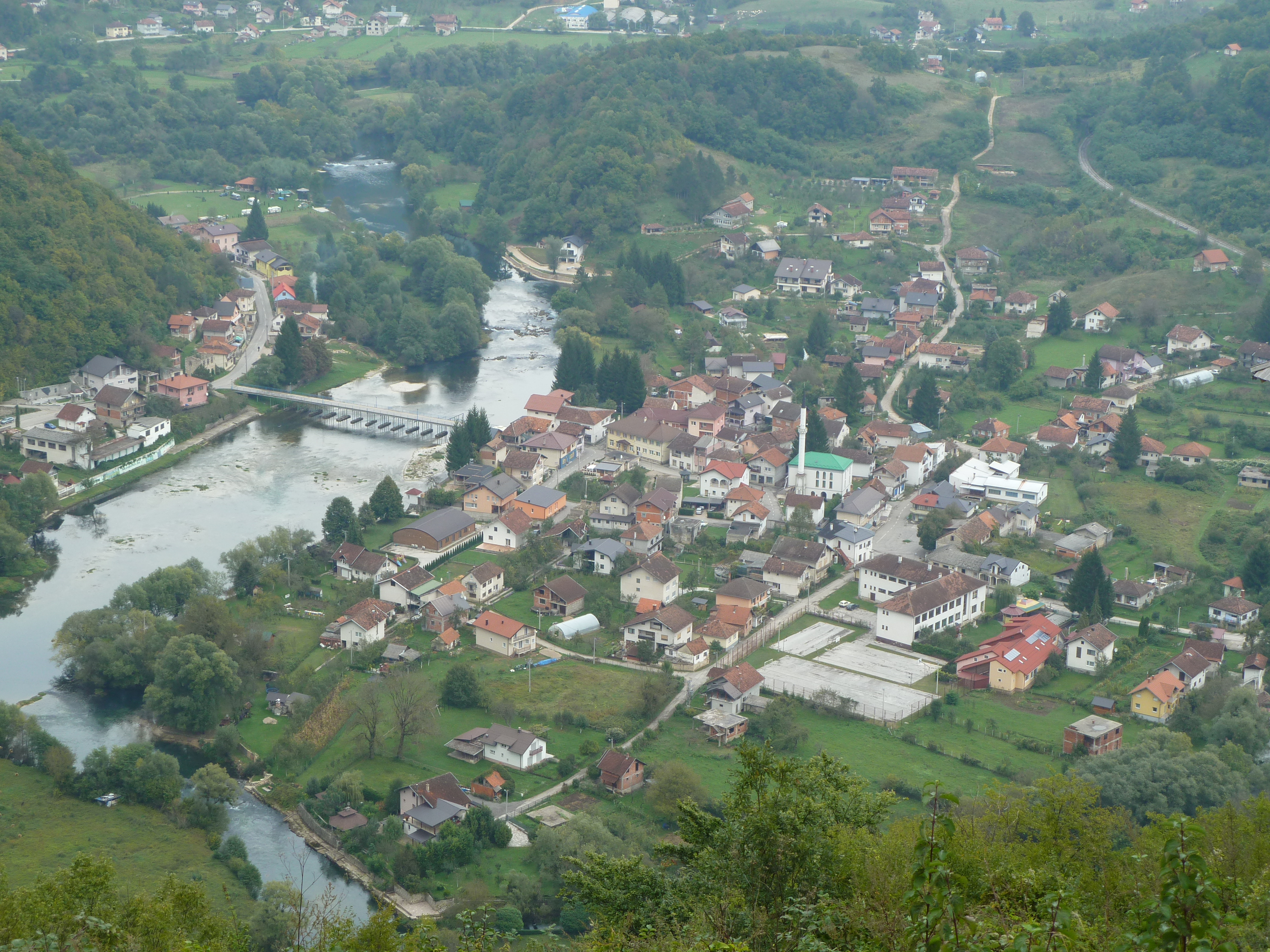
Kulen Vakuf

## Histoire
Le site est occupé dès l'Âge du Bronze.
L'antiquité romaine connaît le lieu comme Cleuna.
En 1835, un affrontement y oppose troupes ottomanes et troupes autrichiennes.
En septembre 1941, les Oustachis perpétuent un massacre ethnique anti-musulman et anti-Partisans (crimes contre l'humanité commis par l'État indépendant de Croatie).
Durant la guerre de Bosnie-Herzégovine (1992-1995), la localité a beaucoup souffert. Elle comptait au début de ce conflit de 4 à 5 000 personnes en majorité musulmane,
La situation se dégradant, des musulmans s’arment en autodéfense. Le 10 juin 1992, les milices de Krajina et les forces serbes de Bosnie se mettent en place sur les sorties nord et sud du village. Un ultimatum est adressé au maire du village exigeant la remise des armes le même jour avant 20h00. Des familles se regroupent. Vers 16h00, elles tentent de franchir l’Una en barques pour, semble-t-il, tenter de rejoindre Bihac par le versant ouest de la vallée, les accès à Bihac par l’est étant contrôlés par les Serbes de Bosnie. Refoulées par les tirs des Serbes, elles fuient vers le nord par le versant est de la vallée. Le 11 juin, le village est bombardé au mortier, les tirs provenant de la république serbe de Krajina. Le même jour au soir, les fuyards arrivent en vue d’Orasac, gros bourg musulman à dix kilomètres au nord de Kulen Vakuf pour tenter de franchir à nouveau l’Una. Orasac est aux mains du groupe paramilitaire Aigles blancs serbes dont les blindés les mitraillent. Le 12 juin, les villageois bosniaques de la vallée sont signalés dans la montagne au nord d’Orasac.  Depuis 48 heures, la compagnie du 2e régiment d'infanterie de marine du bataillon français de la Force de protection des Nations unies basée à Donji Lapac, en limite de zone Onu, a déployé des patrouilles pour rechercher et recueillir les réfugiés. Le 12 juin dans l’après-midi, ceux-ci sont repérés franchissant l’Una par une étroite passerelle, à Strbacki Buk, à une vingtaine de kilomètres au nord de Kulen Vakuf, en limite de la « zone protégée » de l’Onu. Des troupes régulières et des Aigles blancs serbes tiennent les deux rives. Ils contrôlent le passage au compte-gouttes et sont menaçants. Une compagnie du bataillon français de la Force de protection des Nations unies est déployée et font un tir d’intimidation envers les troupes serbes. Toute la nuit, par petits groupes, les réfugiés ont franchi le pont.  Plus de 3 200 réfugiés sont récupérés par le bataillon, acheminés par camions vers Donji-Lapac. À Kulen Vakuf, dans la vallée, le bataillon récupère des villageois qui n’ont pas fui. Un peu partout des habitations sont en feu. Certaines maisons sont déjà pillées par les Serbes. Après de longues négociations, les réfugiés récupérés sont en trois jours et trois nuits acheminé vers Bihac, non sans que des miliciens tentent de bloquer les convois. Tous les fuyards n’ont pu descendre de la montagne vers la passerelle dont l’accès est interdit du 13 au 16 juin par des tirs de canons de 20 mm serbes. À hauteur de la passerelle, sur la rive est, une cinquantaine de soldats serbes sont déployés. En face, sur la rive ouest, une section de trois véhicules de l’avant blindé surveille les coteaux est, à la recherche des Musulmans qui voudraient tenter leur chance. Le 13 au soir, les militaires français observent une colonne d’une quarantaine de Musulmans nus et attachés de l’autre côté de l’Una qui sont victimes d'exécutions sommaires. Plus personne ne franchira la passerelle. Le pillage se poursuit sous le regard impuissant de la Forpronu qui ne peut pas intervenir en Bosnie. Les civils serbes de Strbacki Buk et de Donji-Lapac rapportent chez eux des charrettes remplies de leur butin : mobilier, appareil hi-fi, vaisselle, etc..

## Démographie

### Évolution historique de la population
| 1948 | 1953 | 1961 | 1971  | 1981  | 1991  | 2013 |
| ---- | ---- | ---- | ----- | ----- | ----- | ---- |
| -    | -    | 923  | 1 059 | 1 023 | 1 063 | 487  |

|  |

### Communauté locale
En 1991, la communauté locale de Kulen Vakuf comptait 2 107 habitants, répartis de la manière suivante :